# Det Ægyptiske Museum og Papyrussamling
Det Egyptiske Museum og Papyrussamling eller kortere Det Egyptiske Museum (tysk: Ägyptisches Museum und Papyrussammlun) er et museum, som er en del af det nationale statsmuseum i Berlin. 
Museet har en af verdens vigtigste samlinger fra oldtidens Egypten. Museet begyndte som de preussiske kongers kunstsamling. Det var Alexander von Humboldt, som anbefalede at lave en egyptisk afdeling, og de første genstande blev bragt til Berlin i 1828 under Frederik Vilhelm 3.
Museets berømteste genstand er en meget velbevaret og levende koloreret buste af dronning Nefertiti. Samlingen blev i august 2005 midlertidigt flyttet fra Charlottenburg til den øverste etage i Altes Museum i Berlin Museumsinsel
Siden august 2005 er museet midlertidigt flyttet til den øverste etage i det gamle museum i Berlin Museumsinsel. Museet vil vende tilbage til det ombyggede Nye Museum i 2009.